# Савостьяновское нефтяное месторождение
Савостьяновское - нефтяное месторождение в России. Расположено в Катангском районе на севере Иркутской области. Открыто в январе 2010 года.

## Название месторождение
Месторождение названо в честь Николая Андреевича Савостьянова, в 1976-1990 годы возглавлявшего Главное управление нефтепромысловой и полевой геофизики (Главнефтегеофизика) Министерства нефтяной промышленности СССР, а в 1993-1997 годах – департамент геофизических работ Роснефти.

## Характеристика
Савостьяновское нефтяное месторождение расположено в пределах Могдинского лицензионного участка. По системе нефтегазового геологического районирования территории России относится к Непско-Ботуобинской нефтегазоносной области в составе Лено-Тунгусской нефтегазоносной провинции. В тектоническом плане приурочено к Непскому своду Непско-Ботуобинской антеклизы. Промышленная нефть получена из карбонатного (доломиты) коллектора преображенского горизонта катангской свиты вендского возраста. Начальные извлекаемые запасы месторождения по категориям С1+С2 превышают 160 млн тонн. Залежи на глубине порядка 1900 м.

## Оператор месторождение
Оператором месторождений является российская нефтяная компания Роснефть.